# Denise Lopez
Denise Christanne Lopez Sannemo, conosciuta anche come DeDe e DeDe Lopez (Città del Messico, 31 maggio 1972), è una cantante messicana naturalizzata svedese.

## Biografia
Allora conosciuta come DeDe, Denise Lopez è salita alla ribalta nel 1995 con il singolo Party, che ha raggiunto l'8ª posizione della classifica svedese, anticipando l'album di debutto TBA (Totally Bombastic Anecdotes). Ha riscontrato particolare successo in Giappone, tanto che entrambi i suoi concerti al Tokyo Dome hanno fatto il tutto esaurito, ed è stata prodotta una bambola con il suo nome e con il suo aspetto. Nel 1997 ha cantato insieme a Michael Jackson all'Ullevi di Göteborg.
Nel 2003 la cantante ha preso parte all'annuale Melodifestivalen, il festival musicale che funge da selezione del rappresentante svedese all'Eurovision Song Contest, non riuscendo però a qualificarsi per la finale con il suo inedito Someone Somewhere Someday.
Nel 2007 ha ottenuto il suo miglior piazzamento nella classifica svedese dei singoli grazie a Turn You On, in collaborazione con Pras Michel, che si è piazzata al 2º posto.

## Discografia

### Album in studio
- 1995 – TBA (Totally Bombastic Anecdotes)
- 1997 – I Do
- 1999 – Metaphor
- 2002 – Like a Queen
- 2003 – Slave to the Sound
- 2010 – Black Lace & Leather

### Raccolte
- 2004 – Gemini 1994-2004

### Singoli
- 1993 – My Crush
- 1993 – Silly Games
- 1995 – Take a Step Back
- 1995 – Party
- 1996 – (Can We) Swing It
- 1996 – In the Mood
- 1997 – Gimme All You Got
- 1997 – My Lover
- 1997 – Get to You
- 1999 – Everybody
- 1999 – Let Me Show You How
- 1999 – No One Elses Biz
- 2001 – Lita på mig (con Blues)
- 2003 – Someone Somewhere Someday
- 2003 – Last to Know (feat. Laila Adele)
- 2003 – Love Me Down
- 2005 – Tarzan Boy
- 2007 – Turn You On (feat. Pras Michel)
- 2007 – B.I.T.C.H (Being in Total Control of Herself)
- 2007 – Girls & Rock 'n' Roll (feat. Lazee)
- 2010 – Your World Is Mine
- 2016 – Ain't from Hollywood
- 2016 – Earthbound
- 2016 – Female Revolution
- 2018 – Dare to Change the World (feat. MC Lyte)